# Joe Martinelli
Joe Martinelli (22 d'agost de 1916 - 20 de juliol de 1991) fou un futbolista estatunidenc. Va formar part de l'equip estatunidenc a la Copa del Món de 1934.